# Роженский монастырь
Роженский Богородице-Рождественский монастырь (болг. Роженският манастир „Свето Рождество Богородично“) — монастырь Неврокопской епархии Болгарской православной церкви, один из крупнейших православных монастырей Болгарии. Расположен в горах Пирин на юго-западе страны в 5 км от города Мелник.

## История
Один из немногих средневековых монастырей, хорошо сохранившихся до нашего времени. Согласно афонским источникам он был построен в 890 году. Много новых построек возникло в монастыре во время правления деспота Алексия Слава, царя Калояна и его племянника.
В XVII веке монастырь значительно пострадал от сильного пожара, но в XVIII веке был восстановлен благодаря материальной помощи жителей всей Болгарии. Реконструкция монастыря началась в 1715 году и закончилась в 1732 году.
Апогея своего развития монастырь достиг в XIX веке, когда он стал духовным центром православия данного региона. В это время монастырю принадлежали значительные площади в окрестностях. По имени монастыря называется и близлежащее село — Рожен.
Рождественский монастырь является действующим и входит в число ста национальных туристических объектов Болгарии. Рядом с монастырём находится могила выдающегося болгарского революционера Яне Санданского.

## Монастырские строения
Монастырь напоминает средневековую крепость, имеет в плане форму неправильного шестиугольника. Внутренний двор окружают трёхъярусные жилые корпуса с галереями, в которых находятся кельи, трапезная. На территории монастыря расположены склеп и ферма. Часть монастырского двора занимают виноградники.

### Церковь Рождества Богородицы
Кафоликон монастыря посвящён Рождеству Богородицы. Начало его строительства датируется XVI веком, однако современный вид церковь приобрела в 1732 году. Церковь занимает основное пространство монастырского двора. Здание представляет собой трёхнефную базилику с притвором и одноэтажной галереей, не входящей в состав основного здания. В южной части алтаря выделена небольшая часовня, имеющая собственный резной иконостас — одну из наиболее важных в художественном отношении достопримечательностей монастыря.

## Галерея

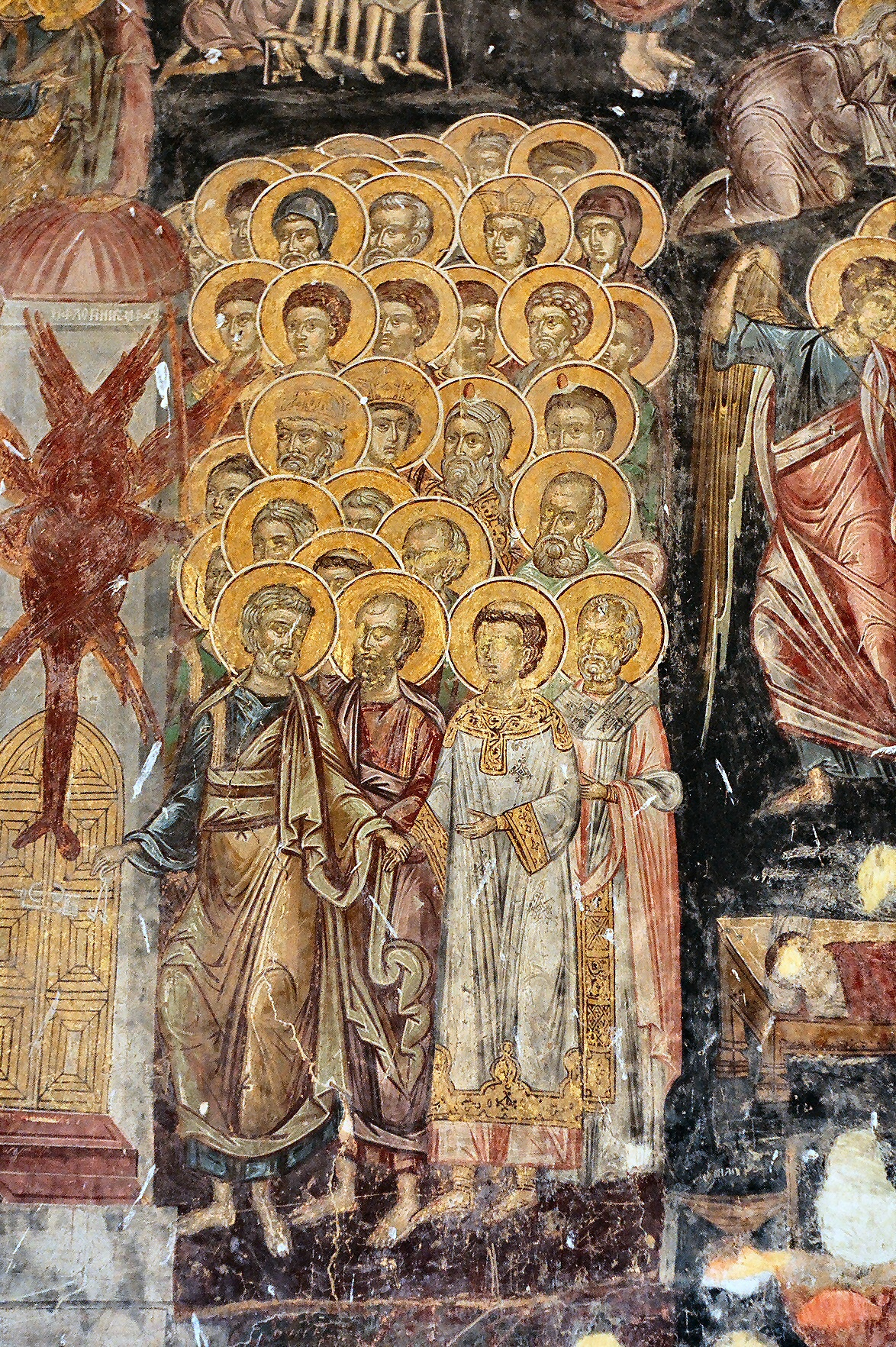
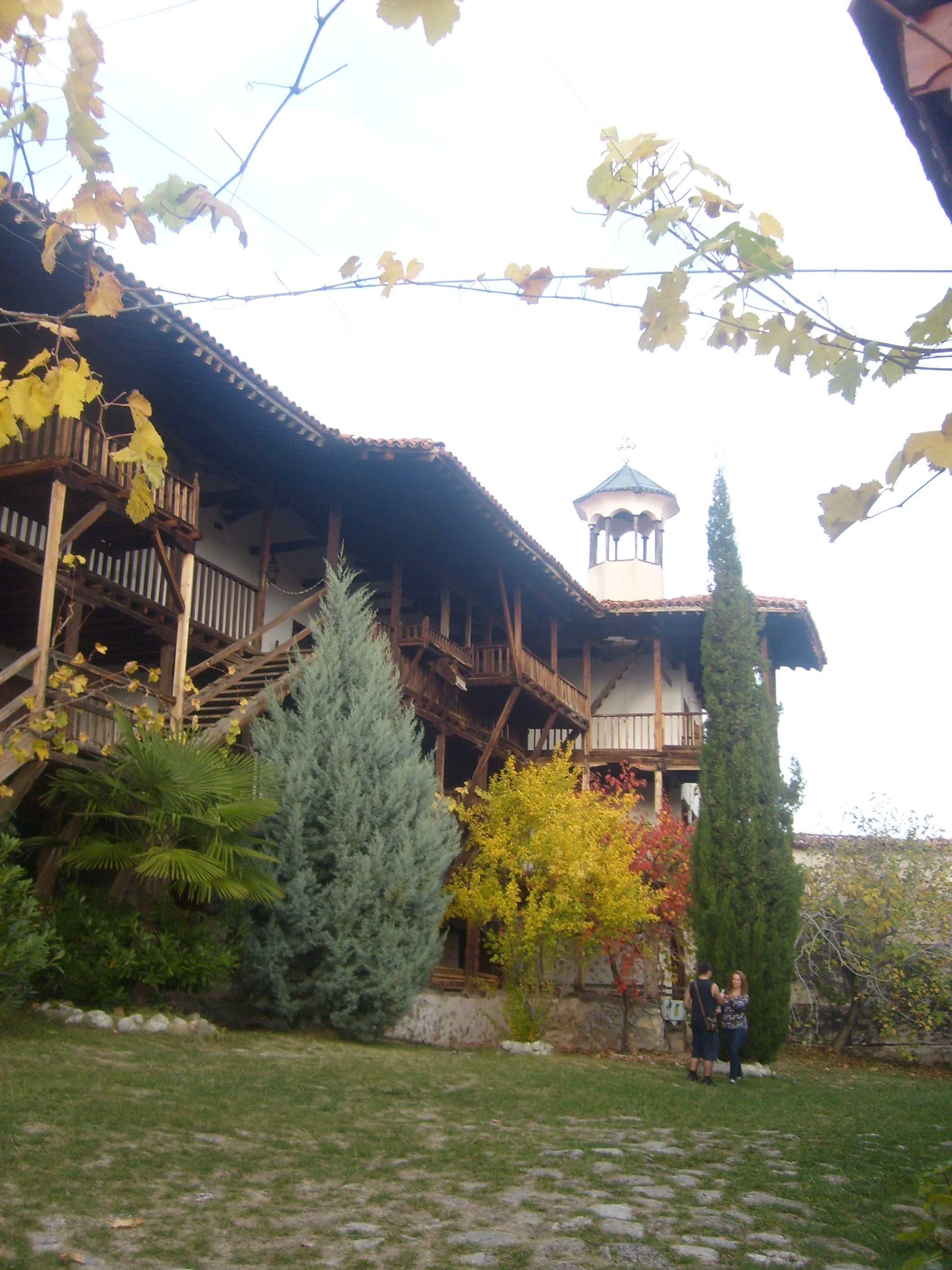
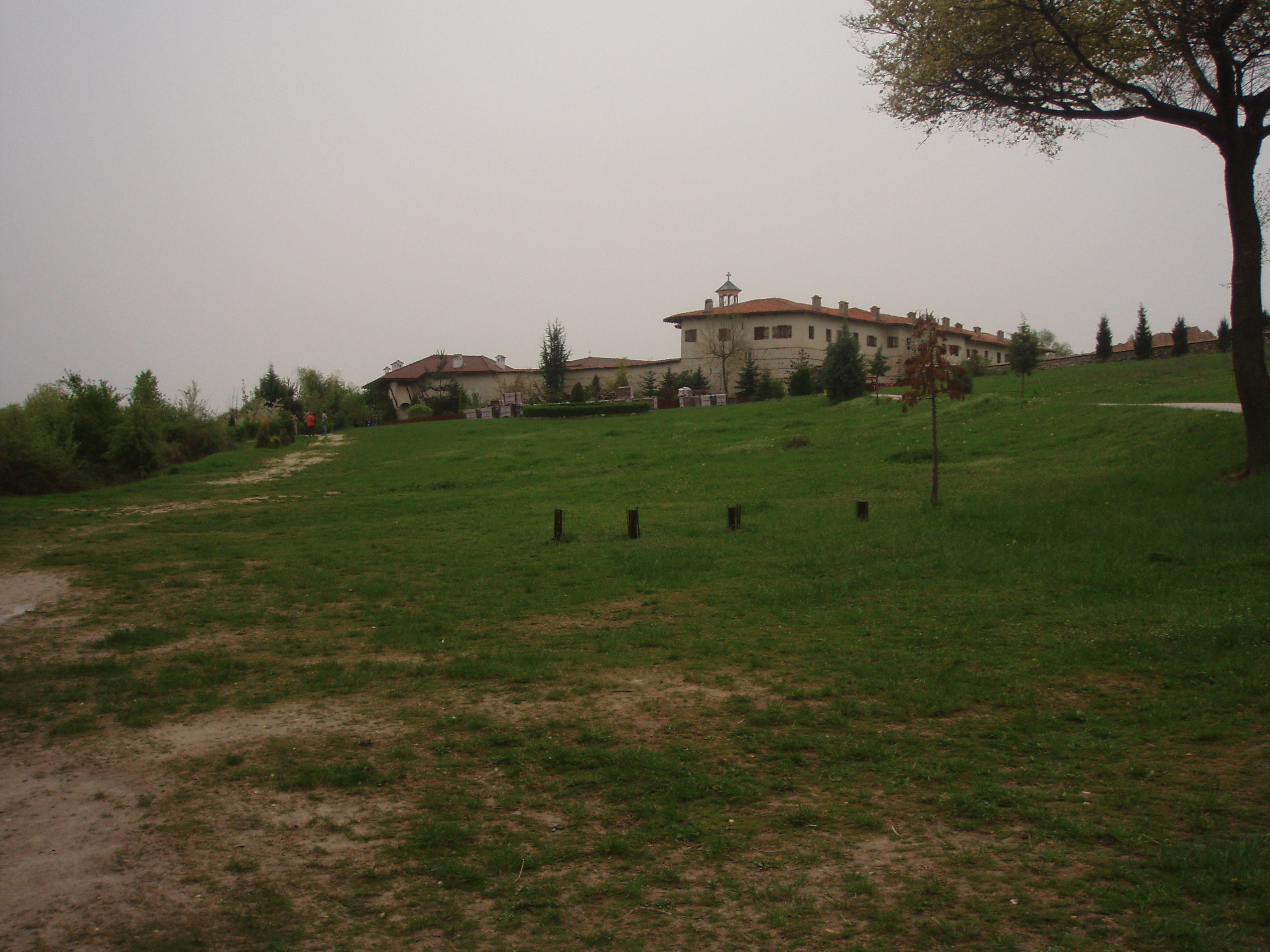